# IC 1505
IC 1505 ist eine elliptische Galaxie vom Hubble-Typ E2 im Sternbild Aquarius auf der Ekliptik. Sie ist schätzungsweise 296 Millionen Lichtjahre von der Milchstraße entfernt und hat einen Durchmesser von etwa 75.000 Lj.
Das Objekt wurde am 12. November 1891 von Lewis Swift entdeckt.